# Samhwa-dong
Samhwa-dong (koreanska: 삼화동) är en stadsdel i staden Donghae i  provinsen Gangwon i den nordöstra delen av Sydkorea,  190 km öster om huvudstaden Seoul.
Samhwa-dong består huvudsakligen av landsbygd och berg. Den står för hälften av kommunens yta, men endast 4 procent av dess invånare. Templet Samhwasa i den sydvästra delen av Samhwa-dong grundades år 642.